# Georg Streitberger
Georg Streitberger nació el 26 de abril de 1981 en Zell am See (Austria), es un esquiador que tiene 3 victorias en la Copa del Mundo de Esquí Alpino (con un total de 10 podios).

## Resultados

### Juegos Olímpicos de Invierno
- 2010 en Vancouver, Canadá
  - Super Gigante: 17.º
- 2014 en Sochi, Rusia
  - Descenso: 17.º
  - Super Gigante: 21.º

### Campeonatos Mundiales
- 2013 en Schladming, Austria
  - Super Gigante: 10.º
- 2015 en Vail/Beaver Creek, Estados Unidos
  - Super Gigante: 8.º
  - Descenso: 29.º

### Copa del Mundo

#### Clasificaciones en Copa del Mundo
| Temporada | Edad | Pos. General | Eslalon | Esl. Gigante | Super Gig. | Descenso | Combinada |
| --------- | ---- | ------------ | ------- | ------------ | ---------- | -------- | --------- |
| 2005      | 23   | 116          | —       | —            | 36         | —        | —         |
| 2006      | 24   |              |         |              |            |          |           |
| 2007      | 25   | 45           | —       | —            | 10         | 39       | —         |
| 2008      | 26   | 33           | —       | —            | 11         | 22       | 52        |
| 2009      | 27   | 50           | —       | —            | 23         | 23       | 25        |
| 2010      | 28   | 48           | —       | —            | 13         | 34       | —         |
| 2011      | 29   | 24           | —       | —            | 2          | 23       | —         |
| 2012      | 30   | 52           | —       | —            | 20         | 25       | —         |
| 2013      | 31   | 19           | —       | —            | 10         | 8        | —         |
| 2014      | 32   | 23           | —       | —            | 9          | 14       | —         |
| 2015      | 33   | 23           | —       | —            | 16         | 12       | —         |

#### Victorias en la Copa del Mundo (3)
- 3 victorias – (2 de Super Gigante y 1 de Descenso)
- 10 podios – (7 de Super Gigante y 3 de Descenso)

| Temporada | Fecha                  | Lugar        | Disciplina    |
| --------- | ---------------------- | ------------ | ------------- |
| 2008      | 2 de marzo de 2008     | Kvitfjell    | Super Gigante |
| 2011      | 4 de diciembre de 2010 | Beaver Creek | Super Gigante |
| 2014      | 28 de febrero de 2014  | Kvitfjell    | Descenso      |